# René Bonino
René, Joseph Bonino (14 janvier 1930 à Beausoleil en Alpes-Maritimes - 18 août 2016 à Autun) est un athlète français spécialiste du 100 mètres. Il totalise 43 sélections en équipe de France de 1950 à 1956 sur 100 m et 4 × 100 m.

## Biographie
Champion de France du 100 m en 1951 et 1952, René Bonino est sélectionné en équipe de France lors des Jeux olympiques d'Helsinki. Éliminé dès le premier tour de l'épreuve individuelle, il se classe cinquième du relais 4 × 100 mètres aux côtés d'Alain Porthault, Etienne Bally et Yves Camus. En 1956, il participe à ses deuxièmes jeux olympiques à Melbourne en Australie où son parcours individuel et par équipe s’est achevé en quart de finale.
En 1954, le Français remporte son troisième titre national et se classe par ailleurs deuxième du 100 mètres lors des Championnats d'Europe de Berne en réalisant le temps de 10 s 6, derrière l'Allemand Heinz Fütterer.
Licencié toute sa carrière au CA Autun, son record personnel sur 100 m est de 10 s 5 (1952).

## Palmarès
| Date | Compétition           | Lieu     | Place | Épreuve   |
| ---- | --------------------- | -------- | ----- | --------- |
| 1952 | Jeux olympiques       | Helsinki | 5e    | 4 × 100 m |
| 1954 | Championnats d'Europe | Berne    | 2e    | 100 m     |

- Champion de France du 100 m en 1951, 1954 et 1957.